# Міхейлень (Шимонешть, Харгіта)
Міхейлень, Міхейлені (рум. Mihăileni) — село у повіті Харгіта в Румунії. Входить до складу комуни Шимонешть.
Село розташоване на відстані 225 км на північ від Бухареста, 48 км на захід від М'єркуря-Чука, 128 км на схід від Клуж-Напоки, 85 км на північний захід від Брашова.

## Населення
За даними перепису населення 2002 року у селі проживали 412 осіб, усі — угорці. Усі жителі села рідною мовою назвали угорську.